# Saint-Mard (Charente Marítimo)
Saint-Mard es una comuna francesa situada en el departamento de Charente Marítimo, en la región de Nueva Aquitania.

## Demografía
| 948 | 948 | 914 | 935 | 865 | 868 | 1206 |
| Para los censos de 1962 a 1999 la población legal corresponde a la población sin duplicidades (Fuente: INSEE [Consultar]) |     |     |     |     |     |      |